# Manuel E. Amador Terrero (Veraguas)
Manuel E. Amador Terrero es un corregimiento del distrito de Las Palmas en la provincia de Veraguas, Panamá. Fue creado por la ley 32 del 10 de marzo de 2012, siendo segregado del corregimiento de Las Palmas. Su cabecera es la comunidad de Campana.
Su nombre toma del diseñador de la bandera de Panamá, Manuel E. Amador.